# Robert Pavlicek
Robert Pavlicek (* 31. Mai 1912; † 22. Jänner 1982) war ein österreichischer Fußballspieler, der in den 1930er Jahren drei Meistertitel mit dem SK Admira Wien gewann und im Nationalteam zum Einsatz kam.

## Vereinskarriere
Pavlicek begann seine Karriere beim SC Nord-Wien 1912, der zu den führenden Vereinen in der VAFÖ-Liga gehörte. Im Herbst 1931 wechselte er zum großen Bezirksnachbarn Admira, wo er auf Anhieb einen Stammplatz als rechter Verteidiger an der Seite von Anton Janda erobern konnte und dabei den Nationalspieler Karl Szoldatics aus der Mannschaft verdrängte. Schon in seiner ersten Saison gelang dabei das Double, als neben dem Gewinn in der Meisterschaft auch der ÖFB-Cup durch einen 6:1-Sieg über den Wiener AC geholt wurde.
Vier weitere Jahre spielte Pavlicek bei den Jedleseern, zunächst mit Janda und später mit Otto Marischka als Defensivpartner. Die Admira holte in dieser Zeit zwei weitere Meistertitel sowie einen Cupsieg. 1934 erreichte sie im Mitropacup durch Siege über den AC Neapel, Sparta Prag und Juventus Turin das Finale, wo sie dem AGC Bologna nach einem 3:2 im Hinspiel noch mit 1:5 unterlag. Im Sommer 1936 verließ Pavlicek den Verein und wechselte in die französische Division 1, wo er zwei Saisonen lang gemeinsam mit Heinrich Hiltl für den Excelsior AC Roubaix spielte.
Nach seiner Rückkehr aus Frankreich war er zunächst wieder für seinen Stammverein tätig, ab dem Jahr 1942 lief er dann für den Erstligaaufsteiger WAC auf, wo er auf seine alten Admira-Kollegen Leopold Vogl und Karl Stoiber traf und auf Anhieb den Vizemeistertitel erreichte. Auch nach Kriegsende blieb er bei der Pratermannschaft, wo er noch bis 1947 in der höchsten Spielklasse antrat.

## Nationalmannschaft
Nachdem Pavlicek schon 1932 ein B-Länderspiel gegen Ungarn an der Seite von Anton Janda bestritten hatte, erfolgte sein Debüt in der A-Mannschaft im September 1933 bei einem 3:3 gegen die Tschechoslowakei. Nachdem er nicht zum Kader für die Weltmeisterschaft 1934 gehört hatte, fand er ab Oktober dieses Jahres bei den Spielen zum Internationalen Cup wieder Berücksichtigung, zuletzt in seinem sechsten Länderspiel im Oktober 1935, einem 4:4 gegen Ungarn.

## Trainerkarriere
Nach Ende seiner aktiven Karriere wurde Pavlicek Trainer des Erstligisten SC Rapid Oberlaa. Nachdem die Mannschaft 1950 abgestiegen war und es zu Unstimmigkeiten mit der Vereinsleitung gekommen war, verließ er den Verein und war danach für den niederösterreichischen Verein Union Stockerau tätig.
Im Jahr 1996 wurde in Wien-Floridsdorf (21. Bezirk) die Pavlicekgasse nach ihm benannt.

## Erfolge
- 1× Mitropacupfinale: 1934
- 3× österreichischer Meister: 1932, 1934, 1936
- 2× ÖFB-Cup: 1932, 1934
- 6 Spiele für die österreichische Fußballnationalmannschaft: 1933–1935

| Personendaten    | Personendaten                                |
| ---------------- | -------------------------------------------- |
| NAME             | Pavlicek, Robert                             |
| KURZBESCHREIBUNG | österreichischer Fußballspieler und -trainer |
| GEBURTSDATUM     | 31. Mai 1912                                 |
| GEBURTSORT       | Wien                                         |
| STERBEDATUM      | 22. Januar 1982                              |
| STERBEORT        | Wien                                         |